# Richard Westbrook
Richard Westbrook, född den 10 juli 1975 i Chelmsford, är en brittisk racerförare.

## Racingkarriär
Westbrook tävlade sporadiskt i formel 3, innan han satsade på Porsche Supercup 2002. Han kom tvåa i Porsche Carrera Cup Great Britain 2003 och vann sedan titeln 2004. Han blev tvåa i serien igen 2005, innan han återvände till Supercupen, där han överraskande vann titeln 2006. 
Westbrook följde upp detta genom att försvara sin titel 2007. Han fick därefter en proffskontrakt med Porsche, för vilka han tävlade flera klasser, främst i GT2 i FIA GT 2008.
2009 körde Westbrook de fem första racen i Porsche Supercup, men avbröt säsongen då han inte hade råd att fortsätta.